# Bolesław Białkowski
Bolesław Białkowski – polski „Sprawiedliwy wśród Narodów Świata”.

## Życiorys
W trakcie II wojny światowej Bolesław Białkowski wraz z żoną Zofią mieszkał w Stryju (dziś Ukraina, wówczas dystrykt Galicja). W mieście mieszkała bardzo duża liczba Żydów. Wiosną 1942 r. przygarnęli do swojego mieszkania żydowskich zbiegów z miejscowego getta. Byli to: Mosze i Rozalia Brennerowie, Aron Brenner, Janusz i Jadwiga Rozenberg oraz prawnik Lehrer. Białkowski wraz z małżonką ukryli ich w wąskim, ciemnym pomieszczeniu o powierzchni ok. 4,5-6 metrów kwadratowych, znajdującym się na strychu ich domu. Wcześniej hodowano w nich króliki. Ukrywający się Żydzi nie mogli rozmawiać, tak by sąsiedzi Białkowskich nie mogli dowiedzieć się o ich obecności i aby nie wzbudzać zainteresowania Niemców. Bolesław zrobił dla nich lufcik, aby do kryjówki wpadało nieco światła słonecznego. Podłogę skrytki wyłożył słomą, aby tłumić odgłosy ich obecności. Każdego dnia Bolesław usuwał nieczystości. Przynosił im także gazetę do czytania. 
Po jakimś czasie do mieszkania Białkowskiego zgłosił się Jakow Lewit prosząc o schronienie dla jej czteroletniej córki Erny. Białkowski bez wahania przyjął ją pod swój dach, jednak dla bezpieczeństwa ukrył ją w mieszkaniu, a nie w kryjówce ulokowanej na strychu. Bawiła się z dziećmi Bolesława i Zofii, a w sytuacji gdy w mieszkaniu przebywali goście, kryła się w kuchennej szafce. Wszyscy Żydzi doczekali wyzwolenia przez Armię Czerwoną latem 1944 roku. 
19 marca 1987 r. Instytut Jad Waszem uhonorował Bolesława i Zofię Białkowskich medalem „Sprawiedliwy wśród Narodów Świata”.